# Estação Ferroviária de Somincor
A Estação Ferroviária de Somincor, também conhecida por Estação da Somincor, é uma interface de mercadorias da Linha do Sul, que serve as instalações da Sociedade Mineira de Neves Corvo, no concelho de Alcácer do Sal, em Portugal.

## Descrição
Em Janeiro de 2011, possuía duas vias de circulação, com 310 e 327 m de comprimento, e que não apresentavam quaisquer plataformas.

## História
Esta interface faz parte do lanço da Linha do Sul entre Grândola e a estação provisória de Alcácer do Sal, que abriu à exploração em 14 de Julho de 1918.